# Santo Stefano (Slosella)
Santo Stefano (in croato Sustipanac; chiamato localmente Mojster, cioè "al monastero") è un isolotto della Croazia situato nel mare Adriatico vicino alla costa dalmata settentrionale, a nord-ovest della città di Slosella. Amministrativamente appartiene al comune di Stretto nella Regione di Sebenico e Tenin.
Sull'isolotto sono stati trovati oggetti di epoca romana e ci sono le rovine di un monastero francescano del 1511, abbandonato nel 1807.

## Geografia
Santo Stefano si trova nella baia di Slosella (Pirovački zaljev) circa 2,5 km a nord-ovest dell'omonima città e 2 km a est del villaggio di Bettina (isola di Morter). Dista 380 m dalla costa dalmata. Il piccolo isolotto ha una superficie di 0,013 km² e uno sviluppo costiero di 0,47 km.

### Isole adiacenti
- Scoglio Spliciaz (hrid Splićak o Kalebić), a nord-ovest.

### Cartografia
- (HR) Mappa topografica della Croazia 1:25000, su preglednik.arkod.hr. URL consultato il 27 febbraio 2017.
- G. Giani, Carta prospettiva delle Comuni censuarie della Dalmazia, foglio 6, 1839. Fondo Miscellanea cartografica catastale, Archivio di Stato di Trieste.
- Carta di cabottaggio del mare Adriatico, foglio VII, Milano, Istituto geografico militare, 1822-1824. URL consultato il 17 febbraio 2017 (archiviato dall'url originale il 13 aprile 2013).